# Tuxtla Gutiérrez
|  | Per a altres significats, vegeu «Tuxtla». |

Tuxtla Guitiérrez és un municipi de l'estat de Chiapas. Tuxtla és el cap de municipi i principal centre de població d'aquesta municipalitat. Aquest municipi és a la part sud de l'estat de Chiapas. Limita al nord amb el municipi d'Osumasinta, al sud amb Suchiapa, a l'oest amb l'Ocozocuautla i a l'est amb Chiapa de Corzo.